# الکولاه
ال-کولاه یک منطقهٔ مسکونی در یمن است که در استان صنعا واقع شده‌است.